# 11675 Billboyle
11675 Billboyle eller 1998 CP2 är en asteroid i huvudbältet som upptäcktes den 15 februari 1998 av den franske matematikern och amatörastronomen Pierre Antonini på Mont Ventoux. Den är uppkallad efter William Boyle.
Asteroiden har en diameter på ungefär 5 kilometer.